# 安食 (つくば市)
安食（あじき）は、茨城県つくば市の大字。郵便番号300-4205。

## 地理
北は下妻市高道祖、北東は寺具、東は作谷、南東は西高野、南は吉沼、南西は下妻市亀崎、西は下妻市樋橋、北西は下妻市柳原に隣接している。

## 小字
小字は以下の通り。
- 下百（しもど）
- 箕輪（みのわ）
- 見江向（みえむこう）
- 谷原（わはら）
- 高根（たかね）
- 沖ノ内（おきのうち）
- 堤外（ていがい）
- 茅立（かやだつ）
- 仲ノ町（なかのまち）
- 下門（したかど）
- 竹ノ下（たけのした）
- 稲荷塚（いなりづか）
- 鹿島前（かしままえ）
- 本田（ほんでん）
- 宮下（みやした）
- 北坪西（きたつぼにし）
- 上田（うえだ）
- 四枚畑（しまいはた）
- 下又丸田（しもまたまるた）
- 東窪（ひがしくぼ）
- 上又丸田（かみまたまるた）
- 中又丸田（なかまたまるた）
- 柏山（かしわやま）
- 槐戸（さいかちど）
- 水窪（みずくぼ）
- 門畑（かどはた）
- 前坪（まえつぼ）
- 南久保（みなみくぼ）
- 鹿島畑（かしまはた）
- 北坪東（きたつぼひがし）
- 窪山（くぼやま）
- 宮窪（みやくぼ）
- 熊ノ窪（くまのくぼ）
- 白水（しらみず）
- 行人塚（ぎょうにんづか）
- 酢賀（すつか）
- 足黒（あしぐろ）
- 前畑（まえはた）
- 開勝（かいかつ）
- 新白水（しんしらみず）
- 北原（きたはら）
- 京塚（きょうずか）
- 五丈塚（ごじょうづか）
- 入会（いりあい）
- 上原（かみはら）
- 東原（ひがしはら）
- 山ノ神（やまのかみ）
- 下原（しもはら）
- 五人塚（ごにんづか）

## 歴史
江戸期は安食村であり、常陸国筑波郡のうち。はじめ多賀谷氏領、慶長7年幕府領、元和8年大名堀氏領、延宝7年幕府領。村高は、寛永18年には本田畑588石余・開発田畑138石余、寛文6年検地では1,045石余（田42町余・畑91町余でうち屋敷は81筆2町余）、「元禄郷帳」1,051石余、「天保郷帳」「旧高薄」ともに1,045石余。享保11年見取場、寛保3年新田、延享3年原地新田の検知があった。真言宗一乗院・安住寺・西光院・正光院、鎮守三次神社があった。小貝川には安食河岸と渡船場があった。年貢米は鬼怒川の宗道河岸まで駄送りした。堀氏が領主の時には百姓家数157、足黒池・下池・下門池の溜池と猪よけをかねた2,100間余の用水堀をつくった。18世紀後半には村の荒廃が著しく、安永9年の百姓家数102軒、天明2年は荒田畑35町となる。寛政9年代官竹垣三右衛門は越後国から農家10」を招致し、村の復興に尽力した。元治元年の戸数109・人口503、馬45。明治8年茨城県、同11年筑波郡に所属。明治10年一乗院境内に安食小学校を創設。明治22年作岡村の大字となる。

### 年表
- 1875年（明治8年） - 茨城県に所属。
- 1878年（明治11年） - 筑波郡に所属。
- 1889年（明治22年）4月1日 - 町村制施行し、作谷村、安食村、寺具村、明石村、高野原新田が合併し筑波郡作岡村が発足。作岡村大字安食となる。
- 1956年（昭和31年）9月30日 - 作岡村が筑波町に編入。筑波町安食となる。
- 1988年（昭和63年）1月31日 - 筑波町がつくば市に編入。つくば市安食となる。

## 世帯数と人口
2017年（平成29年）8月1日現在の世帯数と人口は以下の通りである。
| 大字 | 世帯数  | 人口    |
| ---- | ------- | ------- |
| 安食 | 379世帯 | 1,036人 |

## 小・中学校の学区
市立小・中学校に通う場合、学区は以下の通りとなる。
| 番地 | 義務教育学校         |
| ---- | -------------------- |
| 全域 | 秀峰筑波義務教育学校 |

## 施設
- 北山集会所
- 安食児童館
- 又丸集会所
- 入会地区自治会館
- 南集会所
- 前坪集会所
- つくば市安食浄水場
- 一乗院
- 薬師堂
- 竃本神社
- 三次大明神
- 南筑波地区第九揚水機場
- 吉沼揚水機場

## 交通

### 道路
- 都道府県道
  - 茨城県道133号赤浜谷田部線

### 公共交通
- ■ つくタク[5]